# Osmia xanthomelana
Osmia xanthomelana är en biart som först beskrevs av Kirby 1802.  Osmia xanthomelana ingår i släktet murarbin, och familjen buksamlarbin. Arten har ej påträffats i Skandinavien norr om Danmark.

## Underarter
Arten delas in i följande underarter:
- O. x. xanthomelana
- O. x. clarior

## Beskrivning
Osmia xanthomelana har en svart grundfärg. Honan har svarta hår i ansiktet, på benen och på mellankroppens sidor, medan den övre delen av mellakroppen är täckt av rödbrunt hår. På bakkroppen är tergit 1 och främre delen av tergit 2 också rödbrunhåriga, medan resten av bakkroppen är svarthårig. Hos hanen är ansiktet vithårigt, övergående till gulbrunt längre bak. Hans mellankropp är brungulhårig upptill, grånande mot sidorna. Hela bakkroppen är klädd med klart, brungult hår. Honans kroppslängd är 9,5 till 13 mm, hanens 8,5 till 11,5 mm.

## Utbredning
Arten förekommer i centrala och södra Europa, samt österut över Ryssland till Nordasien, men den är mycket sällsynt i Västeuropa. Nordgränsen går från någon enstaka lokal på Isle of Wight i Storbritannien samt Danmark. Den är nationellt utdöd i Nederländerna.

## Ekologi
Habitatet utgörs av gräsmarker, skogar, skogsbryn samt macchia och liknande biotoper. Som alla buksamlarbin är arten solitär, honan har hela ansvaret för omsorgen om avkomman. Larvbona inrättas i vissna löv, murkna stubbar, klippskrevor och -hyllor samt bland klippstycken och stenar. Larvcellerna konstrueras av lera, ofta uppblandat med grässtrån och rötter. De fylls med näring i form av pollen från kärringtand och hästskoklöver. Det förekommer att bona parasiteras av den boparasitiska getingen Sapyga quinquepunctata, som lägger ägg i värdens larvceller, där getinglarven sedan lever av den insamlade näringen.
Osmia xanthomelana är oligolektisk, för näringssöket är den starkt specialiserad på blommande växter ur ärtväxternas familj. Flygperioden i den norra delen av utbredningsområdet varar vanligen från maj till mitten av juni, i undantagsfall från mars till mitten av juli.